# Circonscription de Khouribga
La circonscription de Khouribga est la circonscription législative marocaine de la province de Khouribga située en région Béni Mellal-Khénifra. Elle est représentée dans la Xe législature par Abdel Latif Madani, Cherki El-Rhalmi, Hamid El-Archi, Habib El Malki, Lahcen Haddad et Mohamed Zekrani.

## Historique des députations
| Législature | Début de mandat  | Fin de mandat    | Députés élus | Députés élus           | Députés élus | Députés élus             | Députés élus | Députés élus         | Députés élus | Députés élus          | Députés élus | Députés élus             | Députés élus | Députés élus         |
| ----------- | ---------------- | ---------------- | ------------ | ---------------------- | ------------ | ------------------------ | ------------ | -------------------- | ------------ | --------------------- | ------------ | ------------------------ | ------------ | -------------------- |
| IXe         | 26 novembre 2011 | 7 octobre 2016   |              | Khalifa Sairi (PJD)    |              | Slimane El Omrani (PJD)  |              | Mustapha Hanine (PI) |              | Habib El Malki (USFP) |              | Mohamed Zekrani (UC)     |              | Arafat Atmoun (MP)   |
| Xe          | 8 octobre 2016   | 8 septembre 2021 |              | Cherki El-Rhalmi (PJD) |              | Abdel Latif Madani (PAM) |              | Lahcen Haddad (PI)   |              | Habib El Malki (USFP) |              | Mohamed Zekrani (UC)     |              | Hamid El Archi (RNI) |
| XIe         | 9 septembre 2021 | ?                |              | Said Serar (MP)        |              | Khalifa Majidi (PAM)     |              | Mohamed Zekrani (PI) |              | Habib El Malki (USFP) |              | Abdessamad Khanani (PPS) |              | Hamid El Archi (RNI) |

## Historique des élections

### Découpage électoral d'octobre 2011

#### Élections de 2016
| Parti       | Parti                                                       | Voix    | %      | Député(s) élus     |  |
| ----------- | ----------------------------------------------------------- | ------- | ------ | ------------------ |  |
|             | Parti de la justice et du développement (PJD)               | 15 979  | 18,25  | Cherki El-Rhalmi   |  |
|             | Parti authenticité et modernité (PAM)                       | 15 888  | 18,15  | Abdel Latif Madani |  |
|             | Union socialiste des forces populaires (USFP)               | 10 168  | 11,61  | Habib El Malki     |  |
|             | Union constitutionnelle (UC)                                | 8 996   | 10,27  | Mohamed Zekrani    |  |
|             | Parti de l'Istiqlal (PI)                                    | 7 362   | 8,41   | Lahcen Haddad      |  |
|             | Rassemblement national des indépendants (RNI)               | 7 157   | 8,17   | Hamid El-Archi     |  |
|             | Mouvement populaire (MP)                                    | 6 690   | 7,64   |                    |  |
|             | Parti du progrès et du socialisme (PPS)                     | 3 250   | 3,71   |                    |  |
|             | Fédération de la gauche démocratique (FGD)                  | 2 255   | 2,58   |                    |  |
|             | Front des forces démocratiques (FFD)                        | 2 055   | 2,35   |                    |  |
|             | Parti du centre social (PCS)                                | 1 248   | 1,43   |                    |  |
|             | Mouvement démocratique et social (MDS)                      | 972     | 1,11   |                    |  |
|             | Parti de la renaissance (PAN)                               | 891     | 1,02   |                    |  |
|             | Parti de l'environnement et du développement durable (PEDD) | 772     | 0,88   |                    |  |
|             | Parti Al Ahd Addimocrati (AHD)                              | 744     | 0,85   |                    |  |
|             | Parti de la renaissance et de la vertu (PRV)                | 677     | 0,77   |                    |  |
|             | Parti de la liberté et de la justice sociale (PLJS)         | 592     | 0,68   |                    |  |
|             | Parti de l'Espoir (PE)                                      | 407     | 0,46   |                    |  |
|             | Parti des Néo-Démocrates (PND)                              | 353     | 0,40   |                    |  |
|             | Parti travailliste (PT)                                     | 250     | 0,29   |                    |  |
|             | Parti de la société démocratique (PSD)                      | 248     | 0,28   |                    |  |
|             | Parti de la gauche verte (PGV)                              | 233     | 0,27   |                    |  |
|             | Parti de la réforme et du développement (PRD)               | 146     | 0,17   |                    |  |
|             | Parti démocratique de l'indépendance (PDI)                  | 124     | 0,14   |                    |  |
|             | Parti démocrate national (PDN)                              | 96      | 0,11   |                    |  |
|             |                                                             |         |        |                    |  |
| Inscrits    | Inscrits                                                    | 246 004 | 100,00 |                    |  |
| Abstentions | Abstentions                                                 | 158 451 | 64,41  |                    |  |
| Exprimés    | Exprimés                                                    | 87 553  | 35,59  |                    |  |

#### Élections de 2021
| Parti       | Parti                                               | Voix    | %      | Député(s) élus     |  |
| ----------- | --------------------------------------------------- | ------- | ------ | ------------------ |  |
|             | Rassemblement national des indépendants (RNI)       | 22 708  | 17,33  | Hamid El Archi     |  |
|             | Parti authenticité et modernité (PAM)               | 18 811  | 14,23  | Khalifa Majidi     |  |
|             | Mouvement populaire (MP)                            | 17 227  | 13,03  | Said Serar         |  |
|             | Parti de l'Istiqlal (PI)                            | 16 326  | 12,35  | Mohamed Zekrani    |  |
|             | Union socialiste des forces populaires (USFP)       | 15 576  | 11,78  | Habib El Malki     |  |
|             | Parti du progrès et du socialisme (PPS)             | 11 940  | 9,03   | Abdessamad Khanani |  |
|             | Mouvement démocratique et social (MDS)              | 9 394   | 7,11   |                    |  |
|             | Parti de la justice et du développement (PJD)       | 5 528   | 4,18   |                    |  |
|             | Union constitutionnelle (UC)                        | 5 507   | 4,17   |                    |  |
|             | Parti socialiste unifié (PSU)                       | 2 197   | 1,66   |                    |  |
|             | Alliance de la fédération de gauche (AGD)           | 1 441   | 1,09   |                    |  |
|             | Parti des Néo-Démocrates (PND)                      | 1 419   | 1,07   |                    |  |
|             | Parti marocain libéral (PML)                        | 1 054   | 0,80   |                    |  |
|             | Front des forces démocratiques (FFD)                | 1 049   | 0,79   |                    |  |
|             | Parti de la renaissance (PAN)                       | 527     | 0,40   |                    |  |
|             | Parti de l'Espoir (PE)                              | 400     | 0,30   |                    |  |
|             | Parti vert marocain (PVM)                           | 364     | 0,28   |                    |  |
|             | Parti de la liberté et de la justice sociale (PLJS) | 341     | 0,26   |                    |  |
|             | Parti de la réforme et du développement (PRD)       | 171     | 0,13   |                    |  |
|             |                                                     |         |        |                    |  |
| Inscrits    | Inscrits                                            | 260 933 | 100,00 |                    |  |
| Abstentions | Abstentions                                         | 128 953 | 49,42  |                    |  |
| Exprimés    | Exprimés                                            | 131 980 | 50,58  |                    |  |